# 31592 Jacobplaut
31592 Jacobplaut este un asteroid din centura principală de asteroizi.

## Descriere
31592 Jacobplaut este un asteroid din centura principală de asteroizi. A fost descoperit pe 20 martie 1999 la Socorro, New Mexico, în cadrul proiectului LINEAR. Asteroidul prezintă o orbită caracterizată de o semiaxă mare de 2,25 ua, o excentricitate de 0,14 și o înclinație de 6,1° în raport cu ecliptica.